# The Cataracts
The Cataracts sind ein Wasserfall bislang nicht ermittelter Fallhöhe im Egmont-Nationalpark in der Region Taranaki auf der Nordinsel Neuseelands. An der Nordflanke des Vulkans Mount Taranaki liegt er im Lauf des Cataract Stream, der einige hundert Meter hinter dem Wasserfall in den Hangatahua River übergeht. Östlich von ihm befinden sich in einem weiteren Zulauf die Bells Falls. 